# 叶ここ
叶 ここ（かのう ここ、本名・年齢非公開）は、日本の占い師。占い師専門プロダクションLuck Out所属。
オリジナル占術「天宝占術（てんぽうせんじゅつ）」の開祖であり、鑑定人数3万人以上の実績をもつ。
祖父はスペイン人の魔術師、祖母はフィリピン人の祈祷師。

## 略歴
魔術師の家系に育ち、幼少の頃からナチュラル・マジックや占いに興味を持つ。
2013年占いの館「新宿バランガン」にてデビュー。現在は独立して「麻布十番」にて個人鑑定を行う。
3万人を鑑定する中で「運のいい人は持って生まれた資質を活かしている」ことに気づき、外から見える〈アピアランス〉と心に秘めた宝石〈ジュエル〉を生年月日から導く「天宝占術」を編み出す。
2021年10月より占い師専門プロダクションLuck Outに所属、TBSテレビ「占いメガネ」にレギュラー出演。
2021年1月よりテレビ東京「占いリアリティSHOW どこまで言っていいですか？」にレギュラー出演。
2023年4月より浦和競馬公式YouTube、うらワールドにレギュラー出演中

## 占術
オリジナル占術「天宝占術（てんぽうせんじゅつ）」、マルセイユ・タロット、手相

## 出演

### テレビ
- 泣き虫キジー（2014年1月、つくばテレビ）
- 激バナ~サバゲ語り （2015年、NOTTVヨシモト∞ホール）
- 豊島区ピースUPテレビ（2017年3月）
- ダラケ!~本当にいた!魔女ダラケ!~（2017年12月、BSスカパー!）
- チャビTIME de SHOW!（2019年1月、ワロップ）
- 2.4時間テレビ（2021年、DMMぱちタウン）
- ほんトカナ!?ケンドーコバヤシの絶対観な方がいいテレビ！~呪いで人は殺せるのか?情報ライブ!呪い屋~（2020年、Amazon prime video・Netflix他）
- カンニング竹山のThe NIGHT（2020年12月、ABEMA）
- 占いメガネ（2021年10月〜、TBSテレビ）
- 占いリアリティSHOW どこまで言っていいですか？ 年末特番（2021年12月28日、テレビ東京）
- 占いリアリティSHOW どこまで言っていいですか？（2022年1月～、テレビ東京）
- もんくもん」（2022年1月16日、読売テレビ）
- ぽかぽか「ラッキー晩ご飯占い」（2024年8月29日〜、フジテレビ）

### ラジオ
- 「The Dave Fromm Show」（2019年、interFM897）
- 「上地由真のワンダーユーマン」（2022年1月17日、文化放送）

### CM
- モレラ岐阜 お正月セール(2017年）

### 映画
- 「GOTHST IN YOU」 - ゆうばり国際映画祭入賞（2020年）

### 雑誌
- 「PEACE COMBAT」COCO’s SURVIVAL GAME SEXY HOROSCOPES - 連載中（2016年8月、トランスワールドジャパン）
- 「月刊ムー」方位取りが導いた古代聖地の 跡伊豆 ・白濱神社の上空に鳥居が出現 - 寄稿（2019年8月、ワン・パブリッシング）
- 「My Calendar」占い師20人に聞いた本当に運が上がった開 運法 - 寄稿（2020年1月、説話社）
- 「My Calendar」タロットを愛する人々の現実  - 寄稿（2020年10月、説話社）
- 「セクシー占い師叶ここの金運ぱちんこ占い」 - 連載中（2021年1、ぱちんこ新聞）
- 「月刊ムー」『辛酸なめ子の魂活巡業』 - 取材・漫画化（2021年8月、ワン・パブリッシング）
- 「学研ムーPLUS」魔女の媚薬 - 取材（2016年4月、ワン・パブリッシング）
- 「学研ムーPLUS」サーウィンの儀式で伝統を体験する!魔女のハロウィン - 取材（2017年12月）
- 「Retty」日本酒ポエム - 取材（2017年12月、Retty）
- 「GOETHE」バーチャル占い ビジネスリーダーに寄り添う池袋の占い師叶ここ - 取材（2018年5月、幻冬舎）

### イベント
- こども未来探求社「ママは魔女」親子向け魔法ワークショッ プ全3回（2016年3月）
- LuckOut!「占いフェス シークレットパーティー」（2018年6月）
- 「MU倶楽部」 - ゲスト出演（2019年6月）
- 熊本「湯らっくす」アニソンイベント （2019年9月）
- 「占いフェス ONLINE 2022 NEWYEAR」出演（2022年1月）

### Webコンテンツ
- 「占いTV」にて占いコンテンツを監修（2021年10月）
- 「BaseCamp」にてファンコミュニティ「叶うは此処❤」を開始（2021年10月）
- 「占いフェス」にて占いアトラクション「恋するマスカレード」を監修（2022年1月）
- 「Yahoo!占い」にて占いコンテンツを監修（2022年1月）
- 「cocoloni 本格占い館」にて占いコンテンツを監修（2022年2月）
- 「楽天占い」にて占いコンテンツを監修（2022年2月）

## 占った有名人
順不同
- あの
- 井上咲楽
- 黒田有（メッセンジャー）
- 河本準一（次長課長）
- 酒井健太（アルコ&ピース）
- 佐々木舞音
- 西野未姫
- なるみ
- 平子祐希（アルコ&ピース）
- 福田充徳（チュートリアル）
- 古川優奈
- ホラン千秋
- カンニング竹山
- 千原ジュニア
- ケンドーコバヤシ
- ゴルゴ松本
- レッド吉田
- ショーゴ（東京ホテイソン）
- たける（東京ホテイソン）
- 林田洋平（ザ・マミィ）
- 酒井貴士（ザ・マミィ）
- イワクラ（蛙亭）
- 内田理央（女優）
- 青木志貴（声優）
- 藍原ことみ（声優）
- 佐倉綾音（声優）
- 大西沙織（声優）
- マシュー彩（モデル）
- 瀬名葉月（タレント）
- はやせやすひろ（都市ボーイズ）
- 田中俊行（怪談師）
- 糸柳寿昭（怪談師）
- 上間月貴（怪談師）
- ゆるえもん
- 有野いく（アイドル）
- Dave Fromm
- 森泉アリ（MONORAL)
- 木村魚拓
- ウシオ
- 倖田柚希
- MYME